# Unayzah (836)
Unayzah (836) (en árabe: عنيزة) es una corbeta de la clase Al-Jubail de la Real Armada Saudita.

## Construcción
En julio de 2018 se anunció que Navantia había firmado un acuerdo con la Marina Real Saudí para la producción de cinco corbetas modelo Avante 2000.
Unayzah fue puesta en grada el 15 de abril de 2021 y botado el 4 de diciembre de 2021 en el astillero de Navantia en San Fernando, Cádiz, España.

## Historial operativo
En marzo de 2024 Arabia Saudí recibió oficialmente en una ceremonia la entrega de Unayzah en la base naval de Jeddah.